# Idiops pulcher
Idiops pulcher là một loài nhện trong họ Idiopidae.
Loài này thuộc chi Idiops. Idiops pulcher được J. Hewitt miêu tả năm 1914.